# Drapelul Liberiei

Raport: 10:19

Drapelul Liberiei se aseamănă foarte mult cu steagul Statelor Unite ale Americii, arătând originile țării și a sclavilor americani veniți aici. Steagul Liberiei are benzi roșii și albe similare, precum și un pătrat albastru cu o stea albă în colț.
Cele unsprezece benzi simbolizează semnatarii Declarației de Independență a Liberiei, iar roșul și albul simbolizează curajul și excelența morală- Steaua albă simbolizează libertatea foștilor sclavi, peste pătratul albastru care reprezintă continentul african.
Steagul este arborat de multe nave de pe glob, întrucât Liberia oferă dreptul de înregistrare sub steagul său. Companiile navale fac asta pentru a evita taxele și restricțiile impuse de alte țări.
Se estimează că circa 100 de țări arborează steagul Liberiei ca steag de conveniență, lucru care aduce o mare parte din venitul țării. 